# Schloss Villevêque

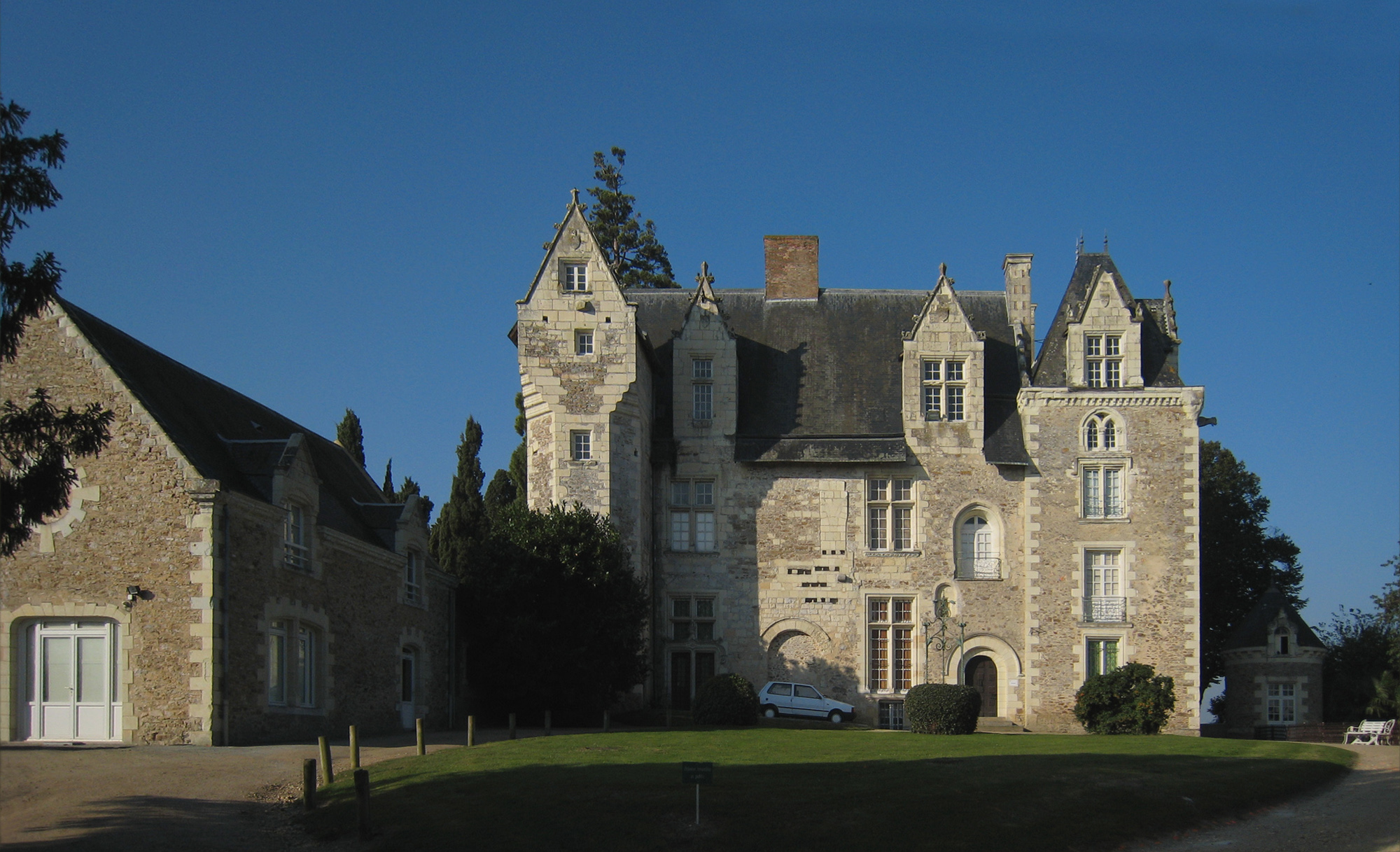
Schloss Villevêque

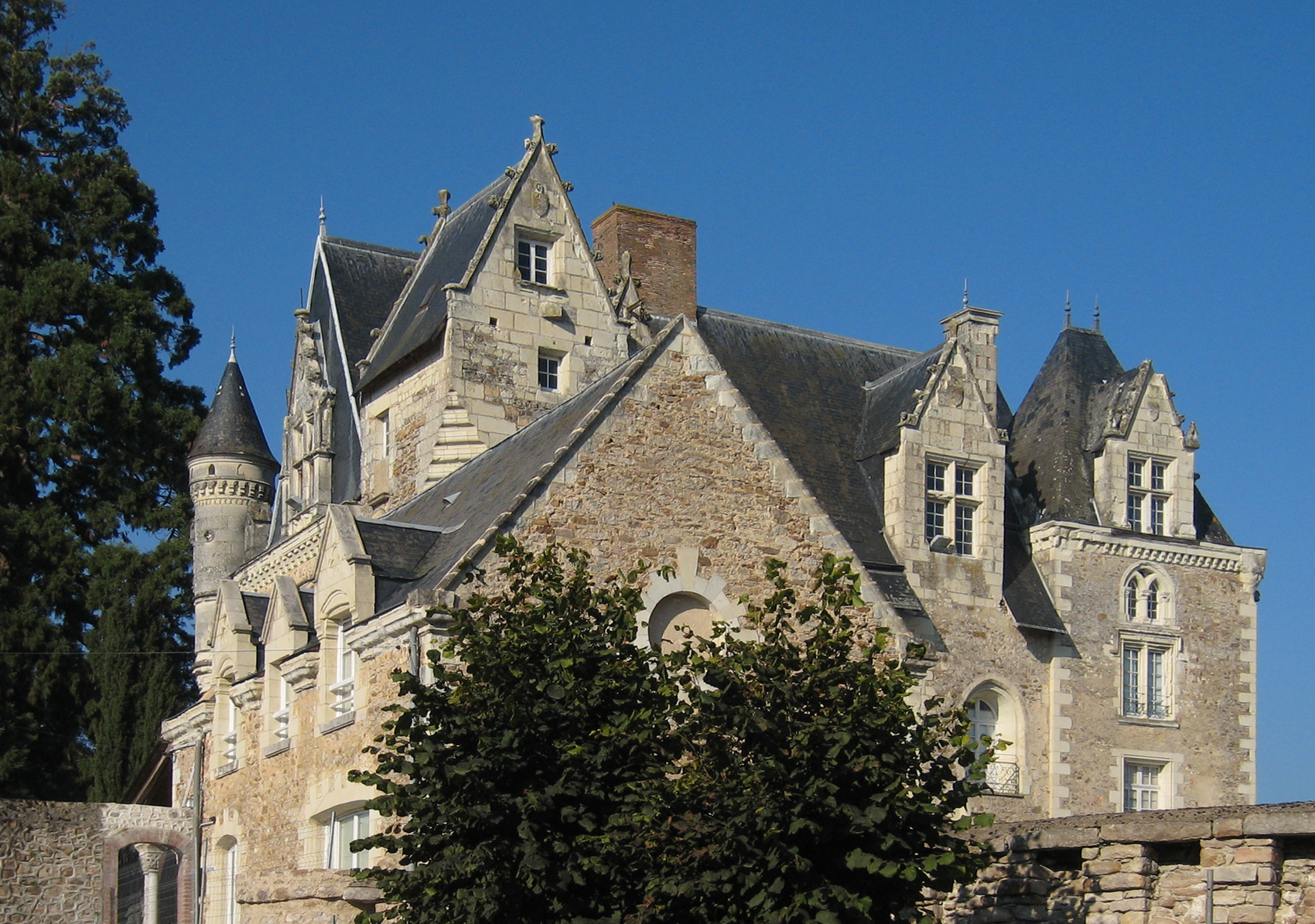
Schloss Villevêque

 Schloss Villevêque liegt in der französischen Ortschaft Villevêque, 15 Kilometer nordöstlich von Angers, im Département Maine-et-Loire in der Region Pays de la Loire.
Im 12. Jahrhundert hatte der Bischof von Angers in der Nähe der Stadt verschiedene Sommerresidenzen; die Burg Villevêque am Fluss Loir war eine davon. Während des Hundertjährigen Krieges wurde die Festung mehrere Male belagert, geschleift, und zweimal wieder aufgebaut. Heute existiert von diesem Bauwerk nur noch ein Teil des Burggrabens. 
Mitte des 15. Jahrhunderts verloren die mittelalterlichen Festungsbauwerke ihre ursprüngliche Bedeutung, so auch die Burg von Villevêque. Sie wurde in dieser Zeit von Bischof Jean de Beauvau zu einer wohnlichen Residenz im Stil der Renaissance umgebaut, mit gegliederter Fassadengestaltung und großen Fenstern. Nachdem ein Grundbesitzer das Schloss im 16. Jahrhundert gekauft hatte, verfiel es mit der Zeit; 1873 wurde es schließlich restauriert. 
1981 erwarb der reiche Industrielle Daniel Duclaux das Schloss Villevêque als angemessenen Ort für seine wertvolle Kunstsammlung, einschließlich einer umfangreichen Bibliothek. Nachdem er 1999 verstorben war, hinterließ seine Ehefrau, Marie Duclaux-Dickson, nach ihrem Tode im Jahr 2002 den gesamten Besitz der Stadt Angers. Ab 2004 wurde aus dem Schloss nach und nach ein Museum. Die aktuelle Ausstellung umfasst zum Beispiel Keramiken, Bronzefiguren, Emaillearbeiten und Wandteppiche. Die Exponate stammen aus dem 12. bis 16. Jahrhundert und kommen aus ganz Europa. Für Besucher ist nachmittags auch der Schlosspark geöffnet.